# Christoph Schieder
Christoph Schieder (* 3. Mai 1963 in München) ist ein ehemaliger deutscher Volleyballspieler.

## Volleyballkarriere
Christoph Schieder kam zum Volleyball über das Wittelsbacher-Gymnasium in München und startete seine Vereinskarriere 1976 beim TSV 1860 München. Schon damals war der spätere Bundes- und Bundesligatrainer Stelian Moculescu einer seiner Trainer. Mit Moculescu wechselte Schieder 1982 zum VC/TV Passau und spielte dort zunächst in der 2. Mannschaft. Sein Debüt in der Deutschen Volleyball-Bundesliga gab Schieder in der Saison 1983/84 und wurde im Dezember 1983 unter dem damaligen Bundestrainer Zbigniew Jasiukiewicz in die Volleyball-Nationalmannschaft berufen.
1984 wechselte Christoph Schieder zum Hamburger SV, wo er 1985 Deutscher Pokalsieger und von 1985 bis 1987 dreimal in Folge Deutscher Meister wurde. Gemeinsam mit Frank Mackerodt, Leif Andersson, Christian Voß und Hauke Braack bildete er den Kern der damaligen Meistermannschaft.
1987 wechselte Schieder nach Bayern zurück zunächst zum ASV Dachau, mit dem er in der Saison 1987/88 den Abstieg aus der 1. Bundesliga hinnehmen musste. Anschließend schloss er sich seinem alten Verein TSV 1860 München um den damaligen Bundestrainer Stelian Moculescu an. 1989 nahm Christoph Schieder mit der Nationalmannschaft an der Europameisterschaft in Stockholm teil. Ebenfalls 1989 wechselte die Volleyballabteilung des TSV 1860 zum TSV Milbertshofen und wurde in der Folge 1990 zunächst Deutscher Pokalsieger und 1991 Deutscher Meister. Im Anschluss zerfiel die Mannschaft und Christoph Schieder wechselte zur FTM Schwabing. Dort spielte er noch einige Jahre in der 2. Bundesliga und später in der Bayernliga.
Seit 2018 ist Schieder ehrenamtlich im Bayerischen Volleyball-Verband engagiert. Bis Juni 2024 fungierte er als Vizepräsident Sport. Seit Juli 2024 ist er Präsident des Verbandes.

## Privates
Christoph Schieder lebt heute mit seiner Familie in München. Seine Tochter Hanna-Marie spielt ebenfalls Volleyball und Beachvolleyball.